# آرتور ویمپریس
آرتور ویمپریس (انگلیسی: Arthur Wimperis؛ زاده ۳ دسامبر ۱۸۷۴ درگذشته ۱۴ اکتبر ۱۹۵۳) یک تصویرگر، فیلم‌نامه‌نویس و نمایش‌نامه‌نویس اهل انگلستان بود.
از فیلم‌هایی که وی در آن نقش داشته‌است، می‌توان به کارهای ناشایست جولیا اشاره کرد.